# Вільянді (волость)
Ві́льянді (ест. Viljandi vald) — волость в Естонії, одиниця самоврядування в повіті Вільяндімаа, утворена під час адміністративної реформи 2017 року шляхом об'єднання волостей Колґа-Яані, Тарвасту та Вільянді.

## Географічні дані
Площа волості — 1372 км2.
На територіях, що склали новоутворене самоврядування, станом на 1 січня 2017 року сумарна чисельність населення становила 13806 осіб. У волостях мешкали: Колґа-Яані  — 1388, Тарвасту — 3268, Вільянді — 9150 осіб.

## Населені пункти
Адміністрація волості розміщується в місті Вільянді, але саме місто, маючи статус самоврядування, не входить до складу волості.
На території самоврядування розташовані:
4 селища (alevik): Війратсі (Viiratsi), Колґа-Яані (Kolga-Jaani), Мустла (Mustla), Рамсі (Ramsi);
126 сіл (küla):
Айду (Aidu), Айнду (Aindu), Алустре (Alustre), Анікатсі (Anikatsi), Ауксі (Auksi), Вазара (Vasara), Вайбла (Vaibla), Валма (Valma), Вана-Вийду (Vana-Võidu), Ванавялья (Vanavälja), Ванамийза (Vanamõisa), Ванауссе (Vanausse), Варді (Vardi), Вардья (Vardja), Вейсьярве (Veisjärve), Веріласке (Verilaske), Вийстре (Võistre), Війзукюла (Viisuküla), Вілімеесте (Vilimeeste), Вілла (Villa), Віссувере (Vissuvere), Воору (Vooru), Вяйке-Кипу (Väike-Kõpu), Вялґіта (Välgita), Вялусте (Väluste), Геймталі (Heimtali), Гендрікумийза (Hendrikumõisa), Голстре (Holstre), Ееснурґа (Eesnurga), Еммусте (Ämmuste), Інтсу (Intsu), Йиекюла (Jõeküla), Каавере (Kaavere), Калбузе (Kalbuse), Каннукюла (Kannuküla), Карула (Karula), Кассі (Kassi), Кібекюла (Kibeküla), Ківілиппе (Kivilõppe), Кійза (Kiisa), Кійні (Kiini), Кінґу (Kingu), Койду (Koidu), Кокавійдіка (Kokaviidika), Коокла (Kookla), Курессааре (Kuressaare), Куудекюла (Kuudeküla), Кярстна (Kärstna), Лаанекуру (Laanekuru), Лалсі (Lalsi), Лееметі (Leemeti), Лейе (Leie), Лойме (Loime), Лолу (Lolu), Лооді (Loodi), Луйґа (Luiga), Ляткалу (Lätkalu), Малтса (Maltsa), Мар'ямяе (Marjamäe), Марна (Marna), Матапера (Matapera), Мелескі (Meleski), Метсла (Metsla), Миннасте (Mõnnaste), Моорі (Moori), Муксі (Muksi), Мустапалі (Mustapali), Мустівере (Mustivere), Мягма (Mähma), Мяелткюла (Mäeltküla), Одісте (Odiste), Ойу (Oiu), Оорґу (Oorgu), Отікюла (Otiküla), Пагувере (Pahuvere), Пайсту (Paistu), Паріка (Parika), Пеетрімийза (Peetrimõisa), Пирґа (Põrga), Пікру (Pikru), Пінска (Pinska), Пірмасту (Pirmastu), Порса (Porsa), Пуйату (Puiatu), Пуллерітсу (Pulleritsu), Пярі (Päri), Пярсті (Pärsti), Раассілла (Raassilla), Раудна (Raudna), Ребазе (Rebase), Ребасте (Rebaste), Рігкама (Rihkama), Рідакюла (Ridaküla), Ріума (Riuma), Роосілла (Roosilla), Руудікюла (Ruudiküla), Саарекюла (Saareküla), Саарепееді (Saarepeedi), Савікоті (Savikoti), Сініалліку (Sinialliku), Сое (Soe), Соовіку (Sooviku), Суйслепа (Suislepa), Султсі (Sultsi), Сурва (Surva), Таарі (Taari), Таґамийза (Tagamõisa), Таґанурґа (Taganurga), Тарвасту (Tarvastu), Тємбі (Tömbi), Тиніссааре (Tõnissaare), Тинукюла (Tõnuküla), Тиррекюла (Tõrreküla), Тіннікуру (Tinnikuru), Тобраселья (Tobraselja), Тогврі (Tohvri), Турва (Turva), Тусті (Tusti), Тянассілма (Tänassilma), Унаметса (Unametsa), Уусна (Uusna), Юленсі (Ülensi), Якобімийза (Jakobimõisa), Ямеяла (Jämejala), Ярвекюла (Järveküla), Яртсааре (Järtsaare).

## Історія
29 грудня 2016 року Уряд Естонії постановою № 173 затвердив утворення нової адміністративної одиниці — волості Вільянді — шляхом об'єднання територій трьох сільських самоврядувань: Колґа-Яані, Тарвасту й Вільянді. Зміни в адміністративно-територіальному устрої, відповідно до постанови, мали набрати чинності з дня оголошення результатів виборів до волосної ради нового самоврядування.
15 жовтня 2017 року в Естонії відбулися вибори в органи місцевої влади. Утворення волості Вільянді набуло чинності 25 жовтня 2017 року. Волості Тарвасту та Колґа-Яані вилучені з «Переліку адміністративних одиниць на території Естонії».